# Open Mike Eagle
Open Mike Eagle, de son vrai nom Michael Eagle II, né le 14 novembre 1980 à Chicago, Illinois, est un artiste de hip-hop américain. Il vit aujourd'hui à Los Angeles, Californie, où il est l'un des membres du collectif de hip-hop Project Blowed. Il est également un membre actif du label indépendant Mello Music Group.

## Carrière
En 2010, Open Mike Eagle sort son premier album studio, Unapologetic Art Rap, chez Mush Records.
Son deuxième album, Rappers Will Die of Natural Causes, sort chez Hellfyre Club en 2011. Son troisième album, intitulé 4NML HSPTL et entièrement produit par Awkward, sort en 2012 chez Fake Four Inc.. 
En 2014, il sort son quatrième album intitulé Dark Comedy (en) chez Mello Music Group. 
En 2016, il publie l’album Hella Personal Film Festival en collaboration avec le producteur britannique Paul White et avec la participation de Aesop Rock et Hemlock Ernst en tant que rappeurs invités.

## Discographie

### Albums studio
- 2010 : Unapologetic Art Rap (Mush Records)
- 2011 : Rappers Will Die of Natural Causes (Hellfyre Club)
- 2012 : 4NML HSPTL (Fake Four Inc.)
- 2014 : Dark Comedy (en) (Mello Music Group)

### Albums en collaboration
- 2007 : Testing the Waters (Bell Rang Records) (avec Thirsty Fish)
- 2008 : Ocean's 11 (Project Blowed) (avec Swim Team)
- 2011 : Watergate(Mush Records) (avec Thirsty Fish)
- 2015 : Time & Materials (Mello Music Group) (avec Serengeti as Cavanaugh)
- 2016 : Hella Personal Film Festival (Mello Music Group) (avec Paul White)

### EPs
- 2011 : Art Rap After Party (Mush Records)
- 2011 : Extended Nightmares Getdown: The Dark Blue Door (Hellfyre Club)
- 2012 : Rent Party Extension (Hellfyre Club)
- 2013 : Sir Rockabye (Hellfyre Club)
- 2015 : A Special Episode Of (Mello Music Group)